# Kakizome

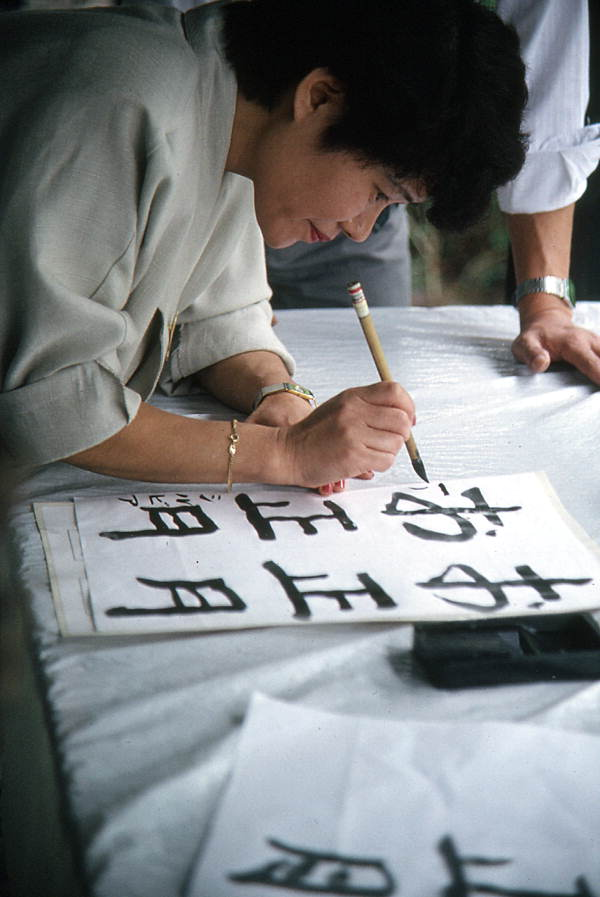
Kakizome

El kakizome (書き初め?   literalmente, "primera escritura") es una tradición japonesa celebrada cada 2 de enero. Se remonta a la enseñanza del shodō en las escuelas de la Era Edo y consiste en la escritura de un kanji o poema con la llegada del nuevo año. También se conoce como 吉書（kissho）, 試筆（shihatsu）y 初硯（hatsusuzuri）.
Tradicionalmente, el kakizome se realizaba con tinta mezclada con las primeras aguas extraídas del pozo el día de Año Nuevo. Los japoneses se sentaban mirando hacia una dirección favorable y escribían poesía china con palabras y expresiones auspiciosas tales como primavera, eterna juventud o larga vida. A menudo estos poemas eran quemados.
En tiempos modernos, los japoneses suelen escribir caracteres kanji auspiciosos en lugar de poesía. El kakizome forma parte de los deberes de los niños en las vacaciones de invierno. Cada año, el 5 de enero, varios miles de calígrafos se reúnen en el Nippon Budōkan de Tokio en un acontecimiento mediático de kakizome. Normalmente se quema el papel de kakizome el 14 de enero.
- Datos: Q600698
- Multimedia: Kakizome / Q600698